# Leuchtturm Friedrichsort
Der Leuchtturm Friedrichsort ist ein 31,7 Meter hoher runder Stahlbeton-Leuchtturm mit einem Durchmesser im zentralen Bereich von 3,5 Metern in den Farben grün und weiß. Er steht auf einer kleinen Insel direkt am Strand, auf der nordwestlichen Seite in der Kieler Förde vor Friedrichsort, nördlich des Nord-Ostsee-Kanals an der Stelle, wo die Förde ihre engste Stelle hat. Er dient als Leit-, Quermarken- und Orientierungsfeuer für Einfahrt in den Kieler Hafen sowie zu den Schleusen des Nord-Ostsee-Kanals und markiert die Untiefen Klever Berg und Au-Haken.
Die Leuchtturminsel und der Leuchtturm sind eingetragene Kulturdenkmäler der Stadt Kiel (Objektnummer: 41711 LD).

## Geschichte

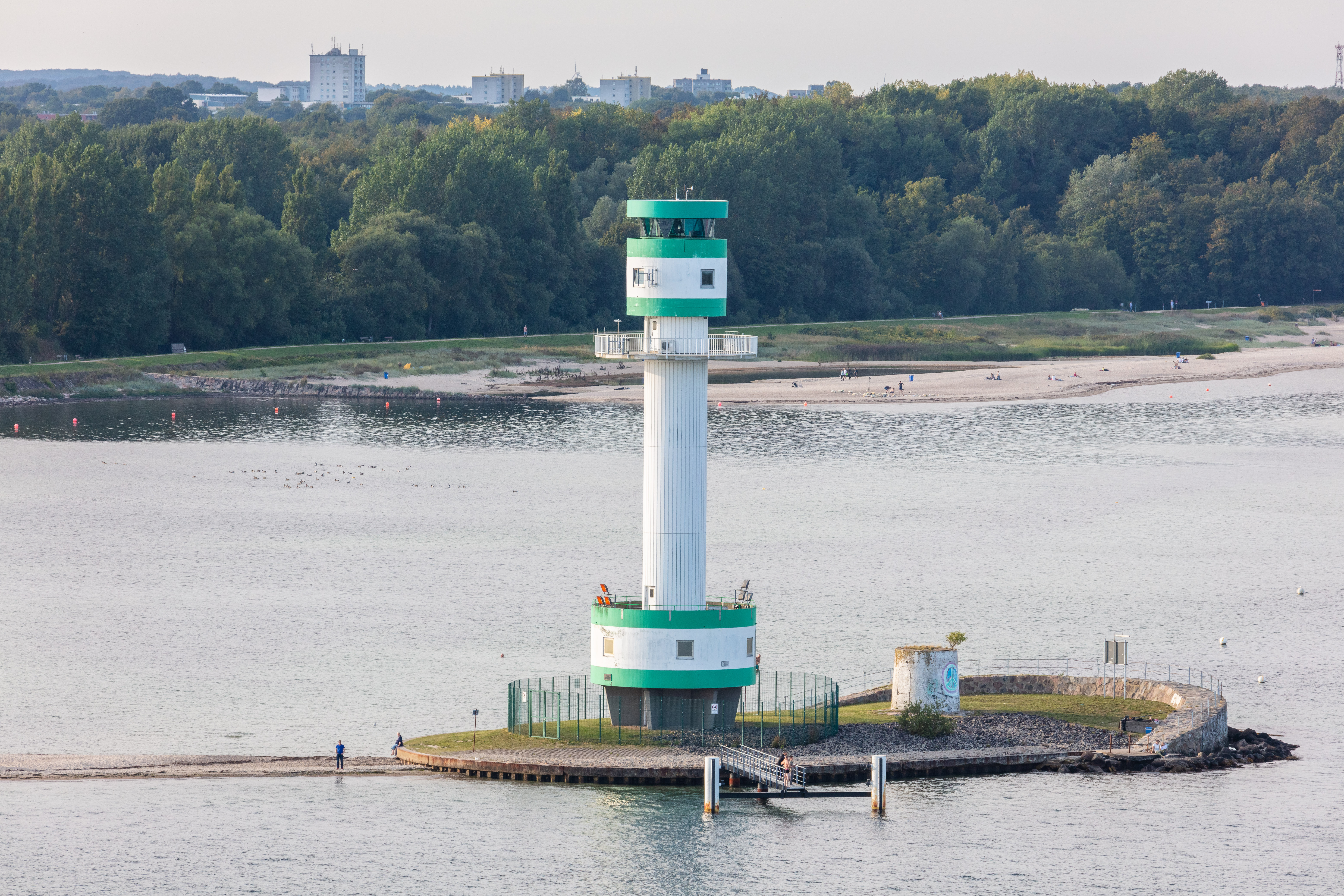
Leuchtturm Friedrichsort mit Sockel des alten Turms

An der Friedrichsorter Enge, wo die Kieler Förde nur etwa 0,9 Kilometer breit ist, befindet sich seit 1815 ein Leuchtfeuer. Das erste war eine hölzerne Leuchtbake, die 1807 auf der Prinz-Georg-Bastion erbaut, aber erst 1815 in Betrieb genommen wurde. Zwischen 1853 und 1864 stand auf der vorgelagerten Sandbank eine eiserne Leuchtbarke als Ersatz für das Leuchtfeuer. Nach ihrer Zerstörung durch Eisgang wurde 1866 an dieser Stelle ein Leuchtturm aufgebaut und 1889 wurde dieser auf eine Höhe von 14,5 Metern erhöht. Nachdem dieser Turm über 100 Jahre dort stand, wurde 1965 mit dem Bau des heutigen Leuchtturms begonnen, da die Höhe des alten Turms nicht mehr ausreichte. Der Bau des neuen Turms konnte im Jahr 1971 abgeschlossen werden. Die Inbetriebnahme fand am 29. Oktober 1971 statt. Bis 1973 standen beide Türme nebeneinander. Das Fundament des alten Leuchtturmes ist noch heute wenige Meter neben dem neuen Turm zu sehen.
Das Turmhaus des alten Turms stand von 1973 bis 2002 am Bootshafen in der Kieler Innenstadt und befindet sich seit 2003 wieder im Stadtteil Friedrichsort an der Friedrichsorter Straße. Im Jahr 1990 wurde der neue Turm saniert und zusätzlich mit einem Nebelfeuer ausgestattet. Dabei wurde auch der mit weißen Fliesen ummantelte Turmschaft durch eine Verkleidung aus Aluminium geschützt. Heute wird der Turm von der Verkehrszentrale in Travemünde ferngesteuert, das Wasserstraßen- und Schifffahrtsamt Ostsee ist für seinen Unterhalt verantwortlich.

## Technische Daten
Das Leuchtfeuer ist mit zehn Sektoren ausgestattet und besitzt drei verschiedene Taktkennungen. Weiterhin besitzt der Turm eine Nebelschallanlage, einen Funksender sowie eine Wasserstandüberwachung. Die Baukosten des Turms betrugen 158.000 Deutsche Mark.

## Philatelistisches
Mit dem Erstausgabetag 7. Juli 2022 gab die Deutsche Post  AG in der Serie Leuchttürme ein Postwertzeichen  im Nennwert von 70 Eurocent heraus. Der Entwurf  stammt vom Grafiker Hans Schabacker aus Berlin.

## Bilder

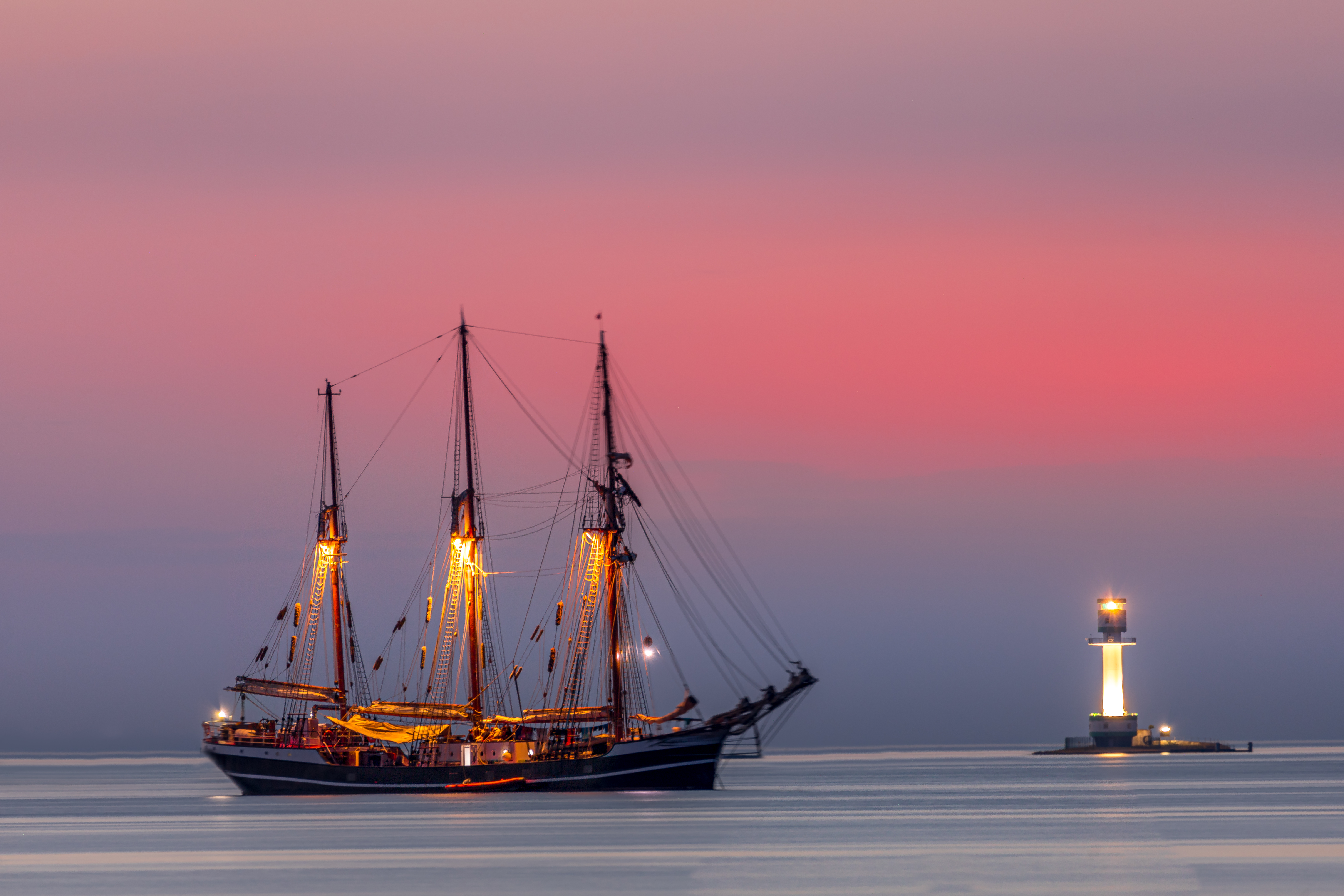
Der Leuchtturm Friedrichsort (2021).
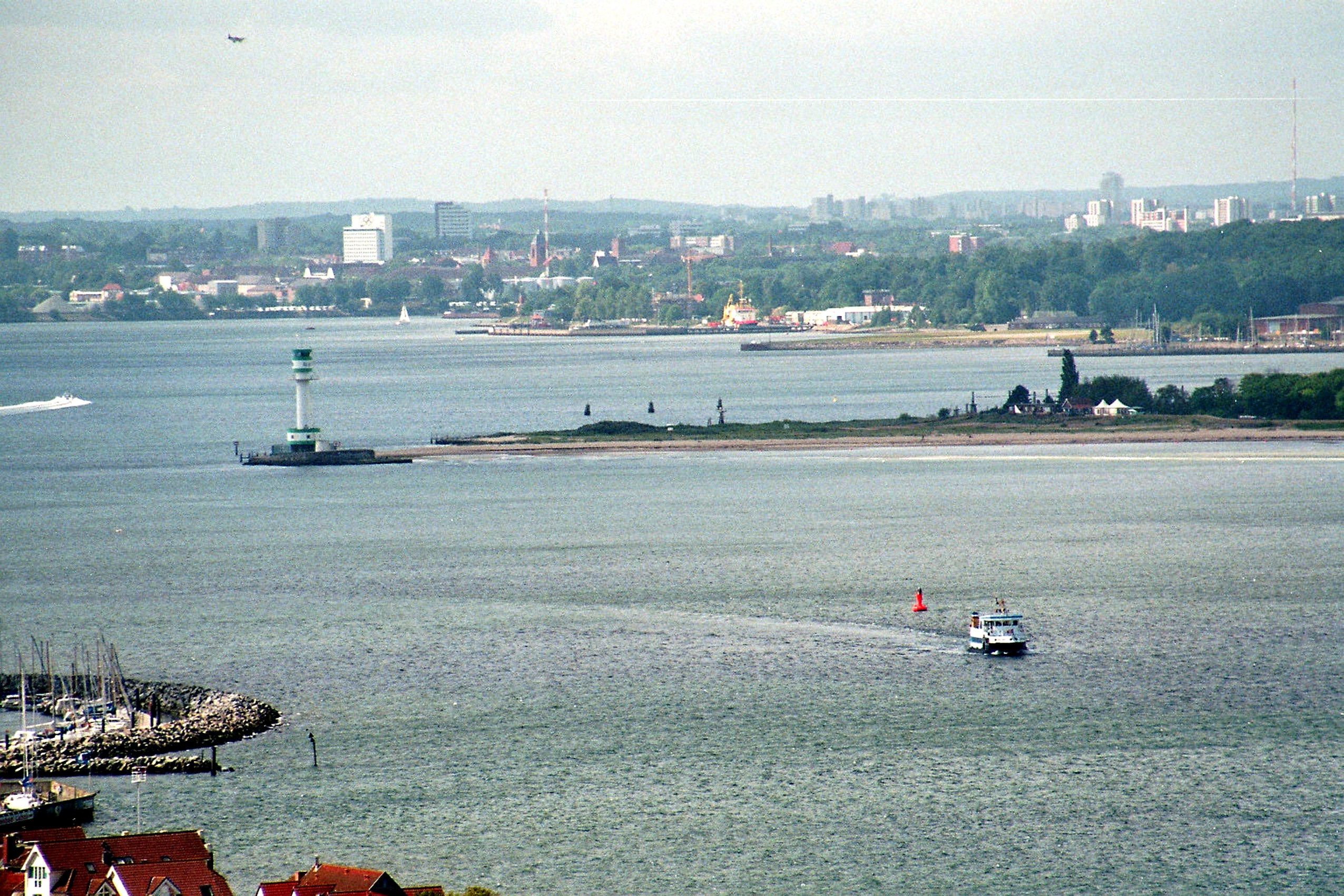
Blick vom Marineehrenmal (Laboe) zum Leuchtturm Friedrichsort.
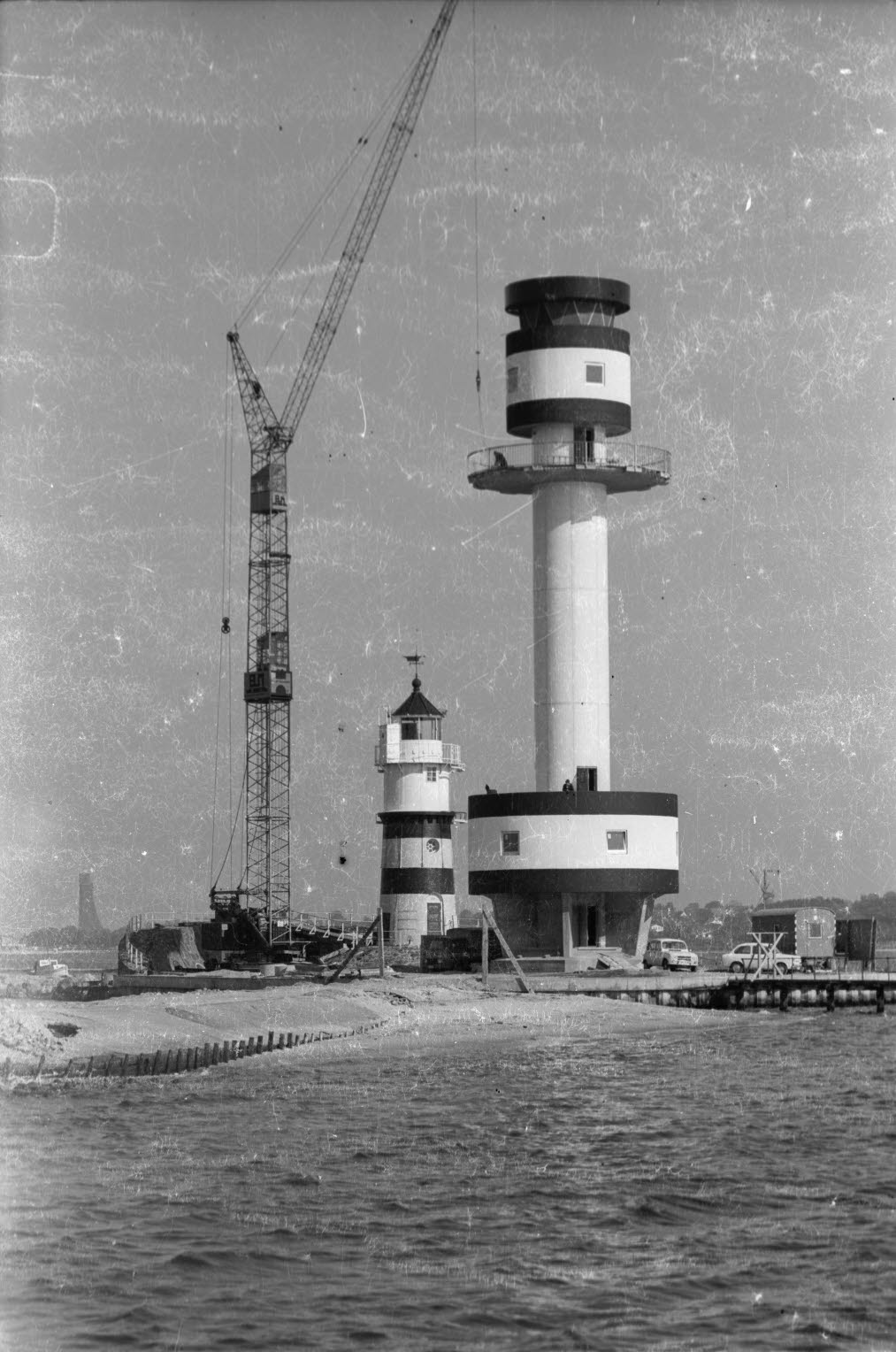
Alter und neuer Leuchtturm Friedrichsort.
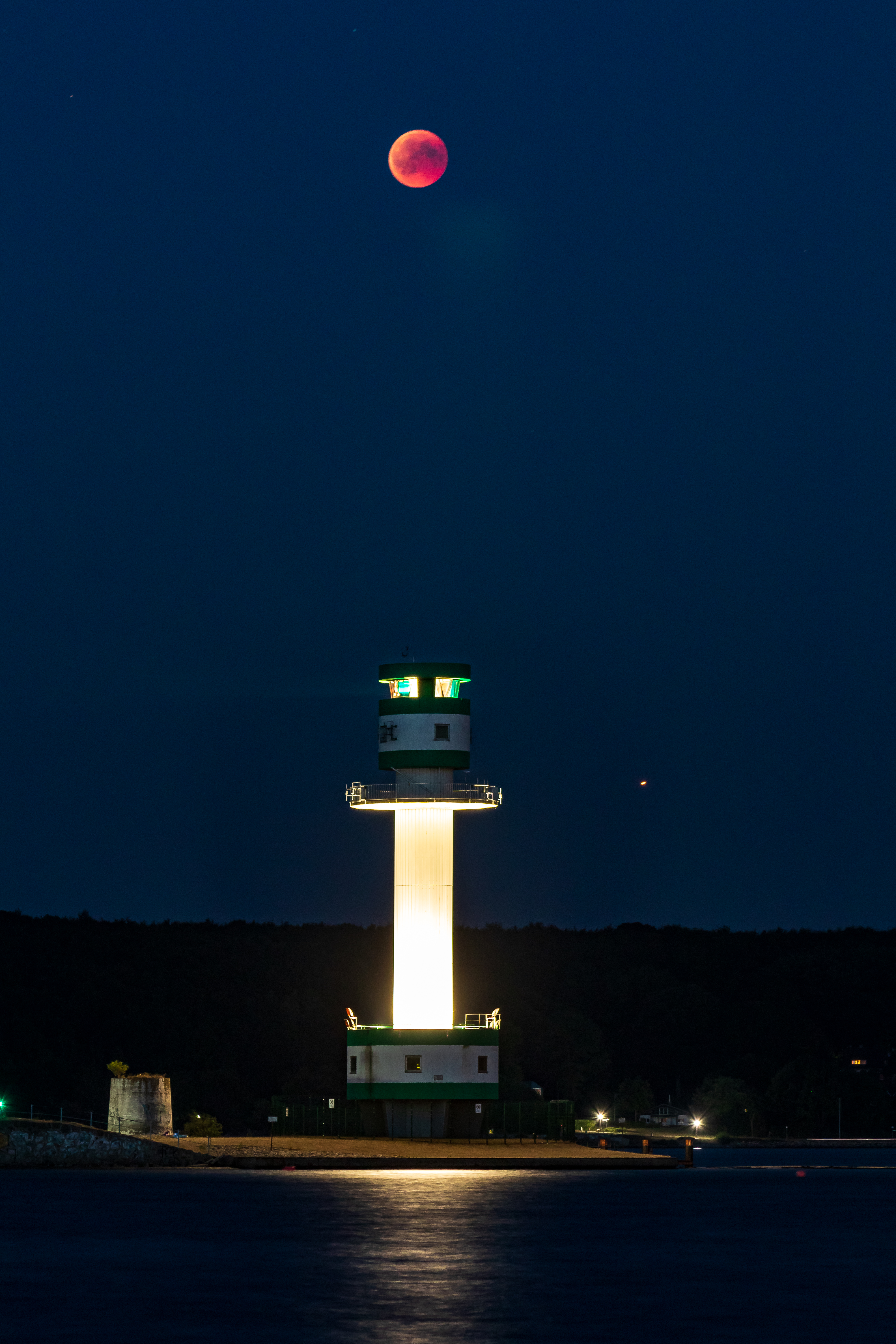
Mondfinsternis
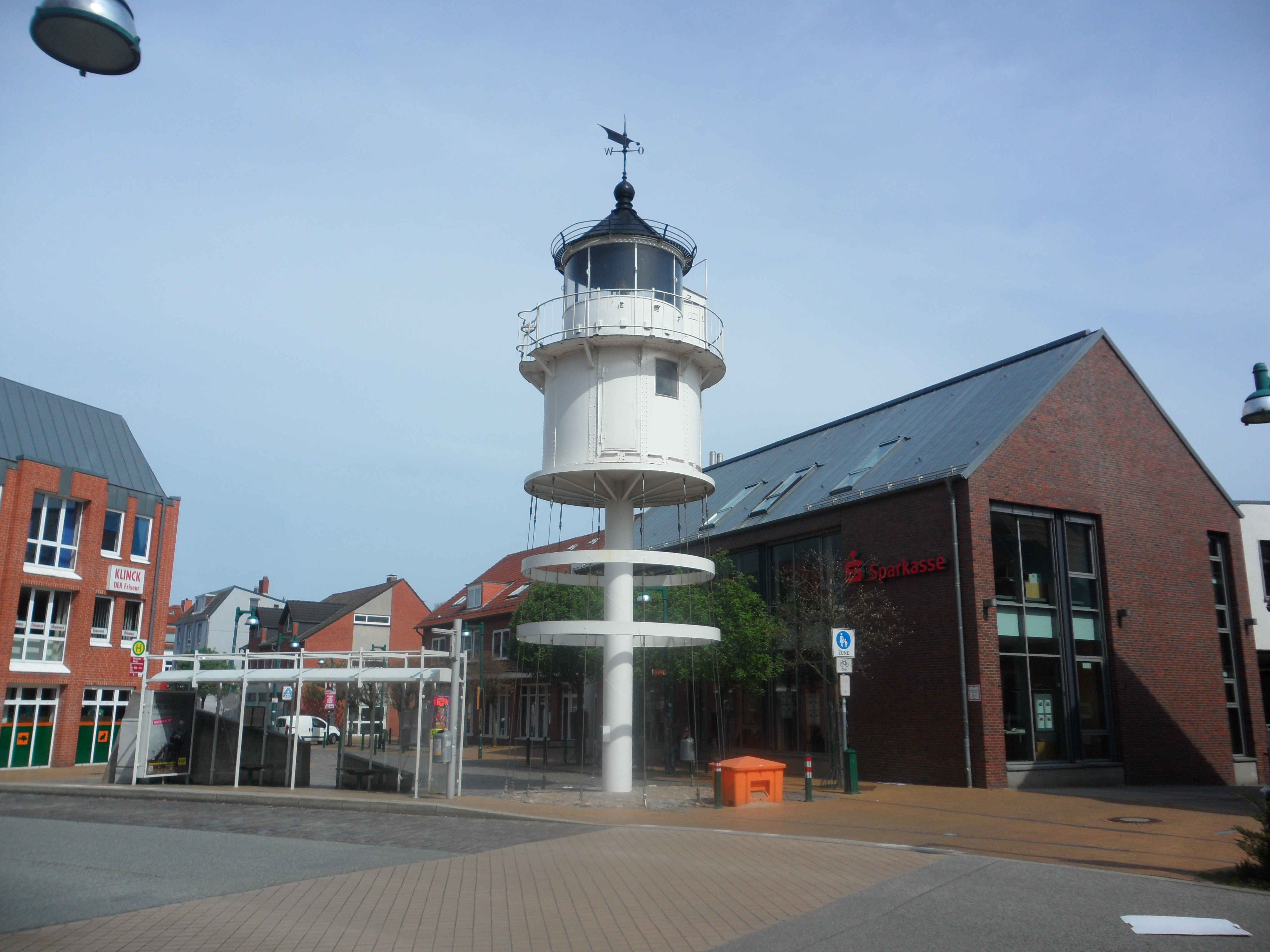
Altes Turmhaus in der Fußgängerzone von Friedrichsort.
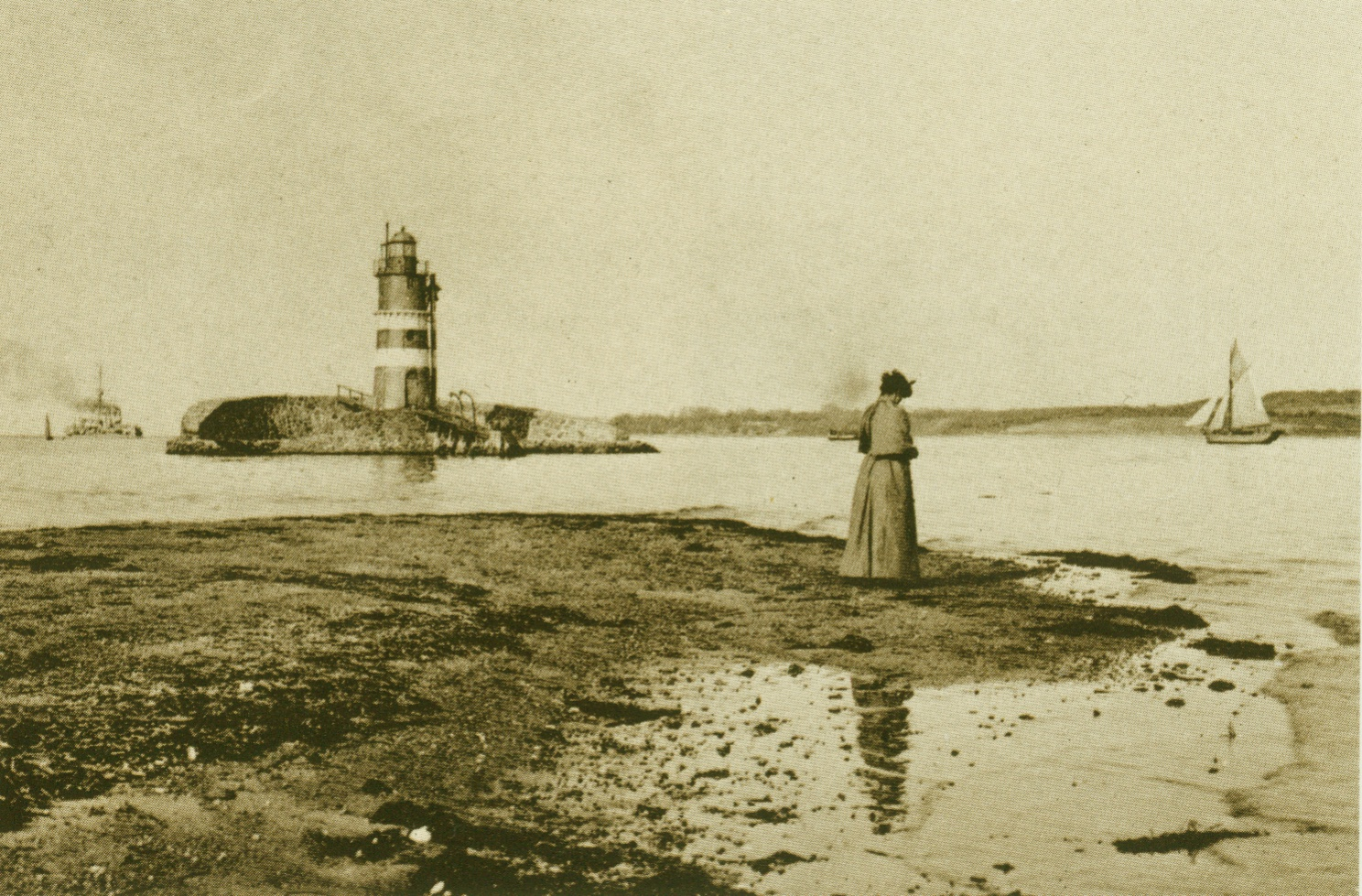
Leuchtturm Friedrichsort (1894)
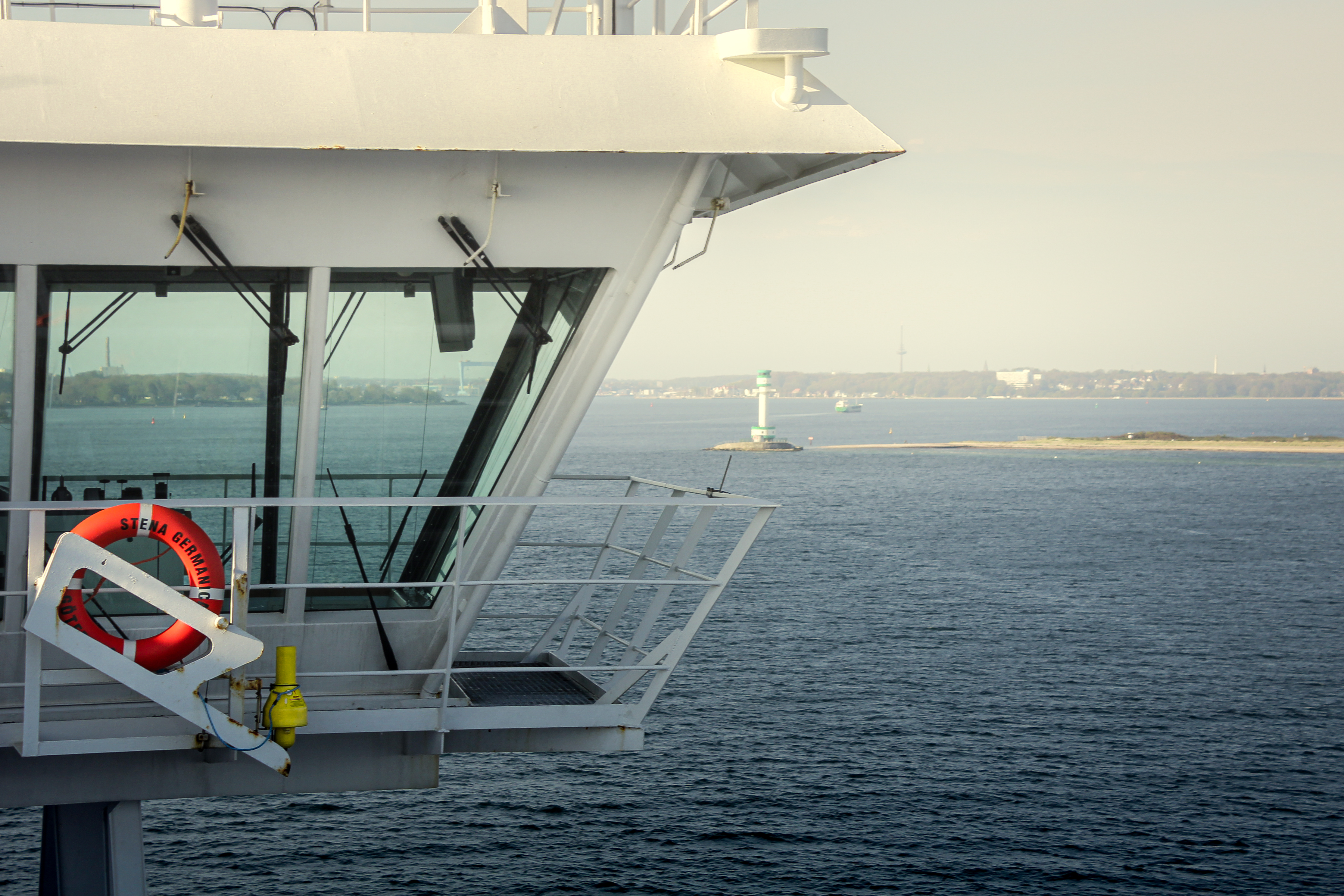
Schiffsbrücke mit dem Leuchtturm Friedrichsort im Hintergrund